# Чарльз Рошер
Чарльз Рошер (англ. Charles Rosher; 17 листопада 1885 — 15 січня 1974) — британський кінооператор, співзасновник Американського товариства кінооператорів, дворазовий володар премії «Оскар», перший у світі кінооператор удостоєний цієї премії (спільно з Карлом Страссом).

## Біографія
Чарльз Рошер народився 17 листопада 1885 року в Лондоні. В 1908 році переїхав в Нью-Джерсі, США, а з 1911 року почав роботу в Голлівуді, де продюсер, на якого він працював, Девід Хорслі, заснував першу голлівудську кіностудію. У 1910-х роках регулярно їздив до Мексики, де займався зйомкою Мексиканської революції. У 1918 році став одним з п'ятнадцяти засновників Американського товариства кінооператорів і його першим віце-президентом.
Протягом своєї кар'єри працював на різні кіностудії, але останні дванадцять років, з 1943 по 1955 рік працював на Metro-Goldwyn-Mayer.
Помер 15 січня 1974 року в Лісабоні, Португалія.
Є батьком акторки Джоан Марш і кінематографіста Чарльза Рошера-молодшого.

## Вибрана фільмографія
З 1912 по 1955 рік Чарльз Рошер зняв понад 130 фільмів, у тому числі:
- 1917 — Маленька принцеса / The Little Princess
- 1918 — Як ти могла, Джин? / How Could You Jean?
- 1921 — З чорного ходу / Through the Back Door
- 1924 — Дороті Вернон з Хеддон-Холла / Dorothy Vernon of Haddon Hall
- 1927 — Схід: Пісня двох людей / Sunrise: A Song of Two Humans
- 1931 — Танцюйте, дурні, танцюйте / Dance, Fools, Dance
- 1932 — Рокабай / Rockabye
- 1932 — Скільки коштує Голлівуд? / What Price Hollywood?
- 1935 — Поклик предків / The Call of the Wild
- 1935 — Бродвейська мелодія 1936 року / Broadway Melody of 1936
- 1939 — Пекельна кухня / Hell's Kitchen
- 1941 — Крихітка на мільйон доларів / Million Dollar Baby
- 1941 — Один крок в раю / One Foot in Heaven
- 1945 — Зігфельд Фолліз / Ziegfeld Follies
- 1945 — Йоланда і злодій / Yolanda and the Thief
- 1946 — Оленятко / The Yearling
- 1947 — Пісня худорлявої людини / Song of the Thin Man
- 1948 — На острові з тобою / On an Island with You
- 1948 — Слова і музика / Words and Music
- 1949 — Дочка Нептуна / Neptune's Daughter
- 1949 — Червоний Дунай / The Red Danube
- 1949 — Іст-сайд - Вест-сайд / East Side, West Side
- 1950 — Енні отримує вашу зброю / Annie Get Your Gun
- 1951 — Театр на плаву / Show Boat
- 1952 — Скарамуш / Scaramouche
- 1953 — Поцілуй мене, Кет / Kiss Me Kate
- 1953 — Три історії кохання / The Story of Three Loves
- 1953 — Крихітка Бесс / Young Bess
- 1955 — Кохана Юпітера / Jupiter's Darling

## Нагороди і номінації
- 1929 — Премія «Оскар» за найкращу операторську роботу — перемога.
- 1935 — Премія «Оскар» за найкращу операторську роботу — номінація.
- 1945 — Премія «Оскар» за найкращу операторську роботу — номінація.
- 1947 — Премія «Оскар» за найкращу операторську роботу — перемога.
- 1951 — Премія «Оскар» за найкращу операторську роботу — номінація.
- 1952 — Премія «Оскар» за найкращу операторську роботу — номінація.